# Юрій Туронак
Юрій Туронак (біл. Юры Туронак, пол. Jerzy Turonek; 26 квітня 1929, Дукшти, Польська Республіка — 2 січня 2019) — білоруський діяч та історик.

## Біографія
Син лікаря, білоруського громадського діяча Броніслава Туронка. Народився 27 квітня 1929 р. у Вільні, що входив тоді до складу Польщі. 2 червня був охрещений (хресні — шурин його матері Адольф Валентинович і сестра батька Фортунато Войнилович) у парафіяльному костелі в Старих Дукштах ксьондзом Зеноном Буткявічюсом, де був оформлений хибний запис метрики, згідно з яким Ю. Туронак народився 26 квітня в Дукштах.
У травні 1942 року закінчив Дукштанську початкову школу. У вересні 1942 року намагався вступити до проектованої литовської гімназії у Відзах, але через недостатність кандидатів гімназія не відкрилася. Після чого без вступних іспитів вступив до Першої вільнюської гімназії, де протягом місяця вчителі перевіряли підготовленість Ю. Туронака до занять. У результаті, 27 жовтня 1942 року, він отримав статус учня гімназії. Але у вересні 1945 р., не закінчивши гімназію, спільно з матір'ю, бабусею, братами Андрієм і Михайлом переїхав до Білостока.
Автор книг «Białoruś pod okupacją niemiecką» (Warszawa 1993), «Wacław Iwanowski i odrodzenie Białorusi» (Warszawa 1992), «Książka białoruska w II Rzeczypospolitej 1921—1939» (Warszawa 2000), «Беларуская кніга пад нямецкім кантролем (1939—1944)» (Мінск 2002).
Похований на православному кладовищі у Варшаві. Був посмертно нагороджений медаллю до сторіччя БНР Ради Білоруської Народної Республіки.